# Kastanjeborstwitgezicht
Het kastanjeborstwitgezicht (Aphelocephala pectoralis) is een zangvogel uit de familie Acanthizidae (Australische zangers).

## Verspreiding en leefgebied
Deze soort is endemisch in zuidelijk-centraal Australië.

## Status
De grootte van de populatie is in 2021 geschat op 3000 volwassen vogels. Op de Rode lijst van de IUCN heeft deze soort de status gevoelig.